# Arco di Augusto (Susa)
L'arco di Augusto è un importante monumento romano risalente al I secolo a.C. che si trova nella città di Susa, nella città metropolitana di Torino, lungo quella che anticamente era la Via Cozia, oggi nota come Via delle Gallie.
L'opera, eretta in onore di Ottaviano Augusto, si trova su un'altura nella parte occidentale della città, nei pressi dell'antica cinta muraria (quest'ultima costruita solo successivamente nel III secolo d.C.).
Quest'arco onorario, insieme agli altri resti del periodo romano, quali l'anfiteatro e l'acquedotto, sottolinea l'importanza che la città di Susa ebbe nel corso dell'epoca romana, a partire dall'età augustea.

## La storia
L'arco fu fatto costruire per volere del re Cozio tra il 9 e l'8 a.C. in onore dell'imperatore romano Ottaviano Augusto al fine di celebrare il foedus (ossia il patto di alleanza) stipulato dallo stesso re con l'imperatore nel 13 a.C.. Ottaviano Augusto in persona, di ritorno dalle Gallie, si fermò nell'allora Segusium (nome romano dell'attuale città di Susa) per inaugurare il monumento.
L'opera è ancora ben conservata; infatti, sebbene le componenti metalliche (come le lettere in bronzo dell'iscrizione e i grappi della medesima lega che si trovavano tra i blocchi di pietra) siano state rimosse, l'arco è in gran parte intatto. Solo il fregio sul lato est del monumento è stato corroso dal tempo ed è oggi incomprensibile.
L'ottimo stato di conservazione va anche attribuito all'accurato restauro a cui è stato sottoposto l'arco in occasione del suo bimillenario tra il 1990 e il 1992 con la supervisione della Soprintendenza Archeologica del Piemonte.

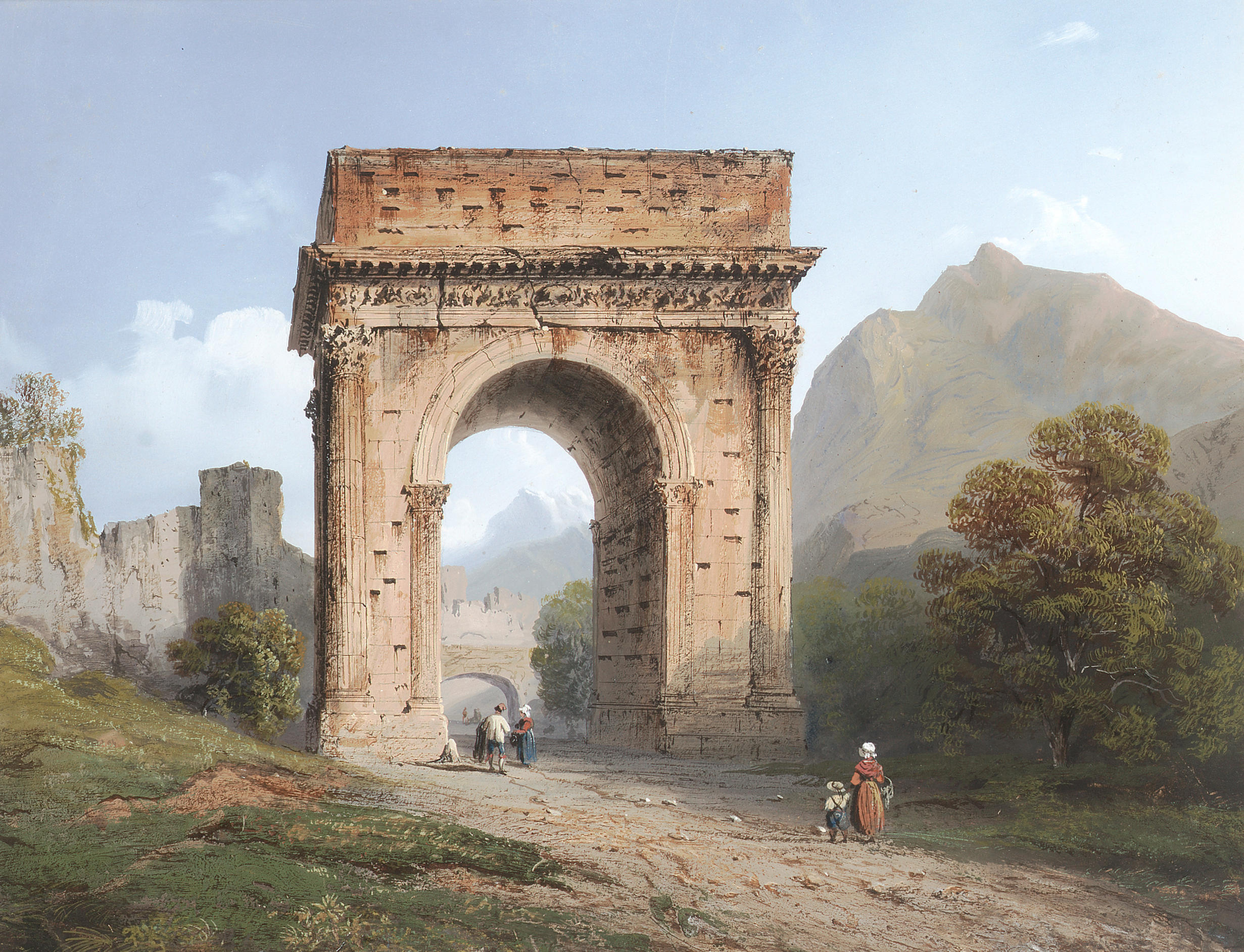
L'Arco dipinto da Carlo Bossoli.

## L'architettura
La maggior parte degli esperti concorda che l'opera fu realizzata sia da artisti romani e di provenienza centro-italica, sia da maestranze locali. Anche i principali materiali utilizzati furono reperiti nelle vicinanze. In particolare i blocchi di calcare e marmo provengono dalla vicina zona di Foresto.
Si tratta di un arco che presenta un unico fornice alto 8,85 metri e largo 5,85 con volta a botte delimitata ai 4 angoli da lesene sormontate da capitelli corinzieggianti che sorreggono gli archivolti. L'intera costruzione misura invece 13,07 metri di altezza, 11,93 di larghezza e 7,30 di profondità.
La struttura comprende due robusti basamenti in pietra grigia e quattro colonne angolari (una ad ogni angolo dell'arco) a fusti scanalati sormontate da capitelli corinzi e parzialmente inserite all'interno della struttura. Queste colonne sorreggono idealmente la trabeazione, che, tra l'architrave e la cornice, ospita il notevole fregio. Al di sopra della trabeazione si trova l'attico, contenente l'iscrizione dedicatoria sulle due facciate principali (lati sud e nord della struttura). Si ritiene che in origine, come coronamento dell'arco, si dovessero posizionare alcune statue al di sopra dell'attico, ma queste non sono mai state trovate.

### L'iscrizione
Si tratta di un'importante iscrizione dedicatoria, con la quale l'arco veniva formalmente intitolato all'imperatore Ottaviano Augusto.
L'epigrafe si sviluppa su quattro righe poste all'interno dell'attico sulle facciate a nord e a sud. In origine era scritta in lettere celate, ovvero in lettere di bronzo dorato, ma nel corso dei secoli l'arco è stato spogliato di tutte le componenti metalliche e ora l'iscrizione può essere letta solamente servendosi degli incavi che ospitavano gli originali caratteri bronzei.
Nell'iscrizione, Cozio, già insignito della carica di Praefectus Ceivitatium, insieme con le 14 popolazioni che a lui rispondevano, dedica l'arco all'imperatore Ottaviano Augusto. Qui di seguito si riporta l'iscrizione in latino così come la si può leggere sul monumento, mantenendo la disposizione su quattro righe:
(CIL V 7231)
Una traduzione dell'epigrafe è la seguente: “[In onore dell']Imperatore Cesare Augusto, figlio del divino [Cesare], Pontefice Massimo, investito della Potestà Tribunizia da 15 [anni] e Imperatore da 13, [da parte di] Marco Giulio Cozio, figlio del re Donno, Praefectus delle popolazioni che sono qui elencate: Segovii, Segusini, Belaci, Caturigi, Medulli, Tebavi, Adanati, Savincati, Ecdini, Veamini, Venisami, Imerii, Vesubiani, Quadiati e [da parte] delle popolazioni che furono sotto la sua prefettura”.
Già nel periodo rinascimentale questa iscrizione dedicatoria era stata oggetto di studio da parte di chi si occupava di storia antica, sebbene ancora oggi l'interpretazione di talune parti della dedica sia oggetto di dibattito. Nonostante le difficoltà incontrate nell'interpretazione, è innegabile che si tratti di una fonte scritta giunta completa ai giorni nostri dopo più di 2000 anni.

### Le colonne
Le quattro colonne angolari con capitelli corinzi che sorreggono la trabeazione dell'arco sono un esempio di innegabile maestria da parte di chi le ha progettate e poi realizzate. Esse si trovano proprio sugli angoli esterni dell'arco, sono parzialmente inserite all'interno della struttura e creano una sottile illusione ottica. Infatti guardando l'arco da ciascun lato è possibile vedere due colonne negli angoli, dando così l'impressione che si sia dinanzi, non a quattro strutture colonnari, ma bensì a otto.
L'illusione ottica è però così sottile, che difficilmente l'osservatore è in grado di accorgersene. Questo fatto non è però sfuggito all'attenzione di storici, studiosi e uomini di cultura. Tra gli altri si può ricordare il poeta valsusino Norberto Rosa che, intitolando un suo componimento proprio all'arco di Augusto, ricordò com'era facile essere ingannati dalla posizione delle colonne.

### Il fregio
Il fregio è un elemento di notevole rilevanza storica e artistica. Da un punto di vista storico narra i principali atti politico-religiosi che hanno portato al patto di alleanza tra Cozio e Ottaviano Augusto, in tal senso diventa opera propagandistica; a livello artistico, rappresenta una prima rottura stilistica con i canoni dell'epoca, risultando così un elemento innovativo in un monumento altrimenti coerente con altre opere celebrative del I secolo a.C.. Infatti, in quel periodo i fregi non avevano carattere narrativo, ma rappresentavano elementi puramente decorativi come metope e triglifi (si vedano per esempio l'Arco di Augusto ad Aosta e il Trofeo delle Alpi a La Turbie).
Si tratta di quattro bassorilievi, uno per ogni lato della trabeazione, ove sono raffigurate delle scene tratte dalle cerimonie ufficiali che erano culminate con il foedus tra Cozio e Ottaviano Augusto. Sulle facciate ha una lunghezza di 10,75 metri e sui lati brevi di 5,85; è alto 52 centimetri, con una lunghezza complessiva sui quattro lati che raggiunge i 33,20 metri.
Sul lato nord è raffigurato un Suovetaurilia (un sacrificio in cui le vittime erano un maiale, un ariete e un toro); gli animali destinati al sacrificio sono di dimensioni abnormi e decisamente molto più grandi dei conduttori. Tale rappresentazione sta ad indicare che l'evento importante è il sacrificio stesso e non gli altri elementi che sono di contorno della scena. Il personaggio principale è forse da identificare in Cozio, accanto a cui sono i victimarii (gli addetti al sacrificio incaricati dell'uccisione della vittima).
Nel fregio meridionale si vede un personaggio, solitamente identificato con Cozio (già insignito del titolo di praefectus), compiere degli altri sacrifici ai Dioscuri, mentre nella parte occidentale sono raffigurati i rappresentanti delle 14 popolazioni citate nell'iscrizione. Sul lato orientale la scena è stata completamente rovinata dal tempo e non può più essere interpretata.

## Posizione e realizzazione

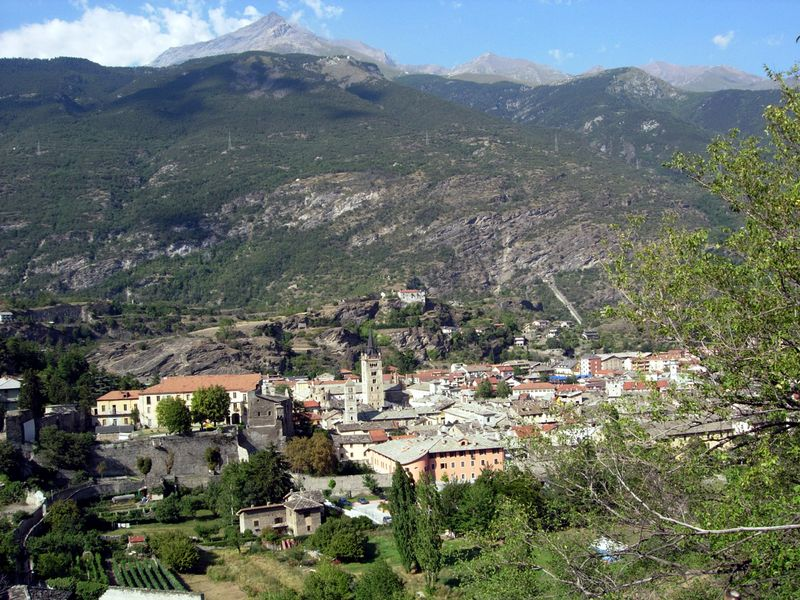
L'arco si trova sulla parte ovest della collina del Castello della Contessa Adelaide, a sx nella foto, antico pretorium

Al contrario di altre opere architettoniche dell'epoca augustea, come l'Arco di Augusto ad Aosta e il Trofeo delle Alpi a La Turbie, che avevano come massimo scopo la celebrazione della vittoria di Roma sulle popolazioni locali (per esempio ad Aosta la schiacciante vittoria sui Salassi e a La Turbie su numerose tribù della Gallia) l'arco di Susa è nato col fine di celebrare un'alleanza, un foedus tra le tribù che rispondevano a Cozio e Roma. Quindi vi si ritrovano differenze rispetto ad altri monumenti augustei sia a livello figurativo (il fregio) che a livello di iscrizione, ma la scelta della posizione in cui erigerlo e le modalità di realizzazione sono forse le questioni più rilevanti. L'arco di Augusto doveva infatti onorare e ricordare un'alleanza vista come integrazione tra due culture molto diverse, quella delle popolazioni alpine e quella romana; integrazione che va letta nell'ottica della romanizzazione delle tribù locali. Per sottolineare questa duplice finalità sono perciò molto importanti la scelta della posizione in cui l'arco è stato eretto e le modalità con cui l'opera è stata poi realizzata.
Si è scelto di costruire l'arco in un luogo "eminente" ed intriso di un profondo significato sacro per gli abitanti del luogo, in modo da far permeare questa sacralità in tutta l'opera. Primo elemento fondamentale è il fatto che questo monumento celebrativo sorge su un'altura lungo un'importantissima via di comunicazione, la Via Cozia, nelle vicinanze di quella che all'epoca era la dimora del re dei Cozio. In secondo luogo, proprio nella zona circostante è ancora presente oggi un altare in pietra con delle coppelle collegate tra loro da canaletti, indice che gli abitanti del luogo consideravano sacro il posto. In terza istanza, l'opera è stata progettata in modo che il fornice fosse orientato e allineato con la cima del Rocciamelone, la montagna più elevata della Val di Susa e sacra alle popolazioni pre-romane della zona. In ultimo, il fregio che adorna la trabeazione narra quattro momenti del patto stretto tra Cozio e Augusto e ben due di questi sono scene sacrificali.
La realizzazione dell'opera ha acceso un lungo dibattito tra gli studiosi. L'arco è infatti un'opera di superba maestria dal punto di vista architettonico, ma alcuni elementi sono chiaramente meno riusciti e realizzati da mani diverse: i capitelli corinzi delle 4 colonne angolari e quelli delle lesene agli angoli del fornice, ma soprattutto il fregio. Nei casi dei capitelli alcuni sono molto plastici con foglie d'acanto molto grandi e artisticamente realizzate (sebbene ciò sia chiaro solo ad un esperto), mentre molti altri sono piatti, con foglie più piccole e a tratti solo abbozzate. Il caso del fregio è però il più rilevante perché, seppur di composizione rigorosa, è nel suo complesso stilisticamente meno ben riuscito del resto dell'arco. Negli anni più recenti la maggioranza degli esperti ha deciso di concordare che questa dicotomia stilistica è da imputare alla scelta di far progettare l'opera ad artisti romani e suddividere poi la realizzazione vera e propria dell'arco tra maestranze locali e i ben più esperti artisti itineranti provenienti dal centro della penisola italica e da Roma stessa. In particolare la struttura in pietra è stata realizzata mirabilmente, tant'è che i blocchi sono tutti perfettamente allineati pur essendo stati messi in posa senza l'uso della malta cementizia, mentre il fregio evidenzia non solo la presenza di scultori con abilità nettamente diverse (come nel caso dei capitelli corinzi), ma è di per sé un'opera realizzata con maggiore imperizia nel suo complesso. Oggi si ritiene che le maestranze locali avessero realizzato il fregio al fine di spiegare l'alleanza alle popolazioni coziane e di creare un'opera che fosse essa stessa rappresentazione dell'integrazione con la civiltà romana.
Proprio la decisione di combinare elementi e persone provenienti da Roma con i materiali e lavoratori locali fa comprendere come l'integrazione e la romanizzazione delle tribù coziane fosse un elemento di primaria importanza per Roma e parte integrante della propaganda imperiale; infatti questa progressiva opera di romanizzazione è poi proseguita con il figlio di Cozio nel I secolo d.C..
Una targa apposta in occasione del bimillenario dell'arco di Augusto nel luglio del 1992 auspica che l'unità e l'integrazione proseguano anche in futuro.